# Нязь-Ворци
Нязь-Ворци́ (рос. Нязь-Ворцы) — присілок в Ігринському районі Удмуртії, Росія.

## Населення
Населення — 76 осіб (2010; 76 в 2002).
Національний склад станом на 2002 рік:
- удмурти — 88 %

## Урбаноніми[3]
- вулиці — Ювілейна